# Ол-Доньо-Сабук (національний парк)

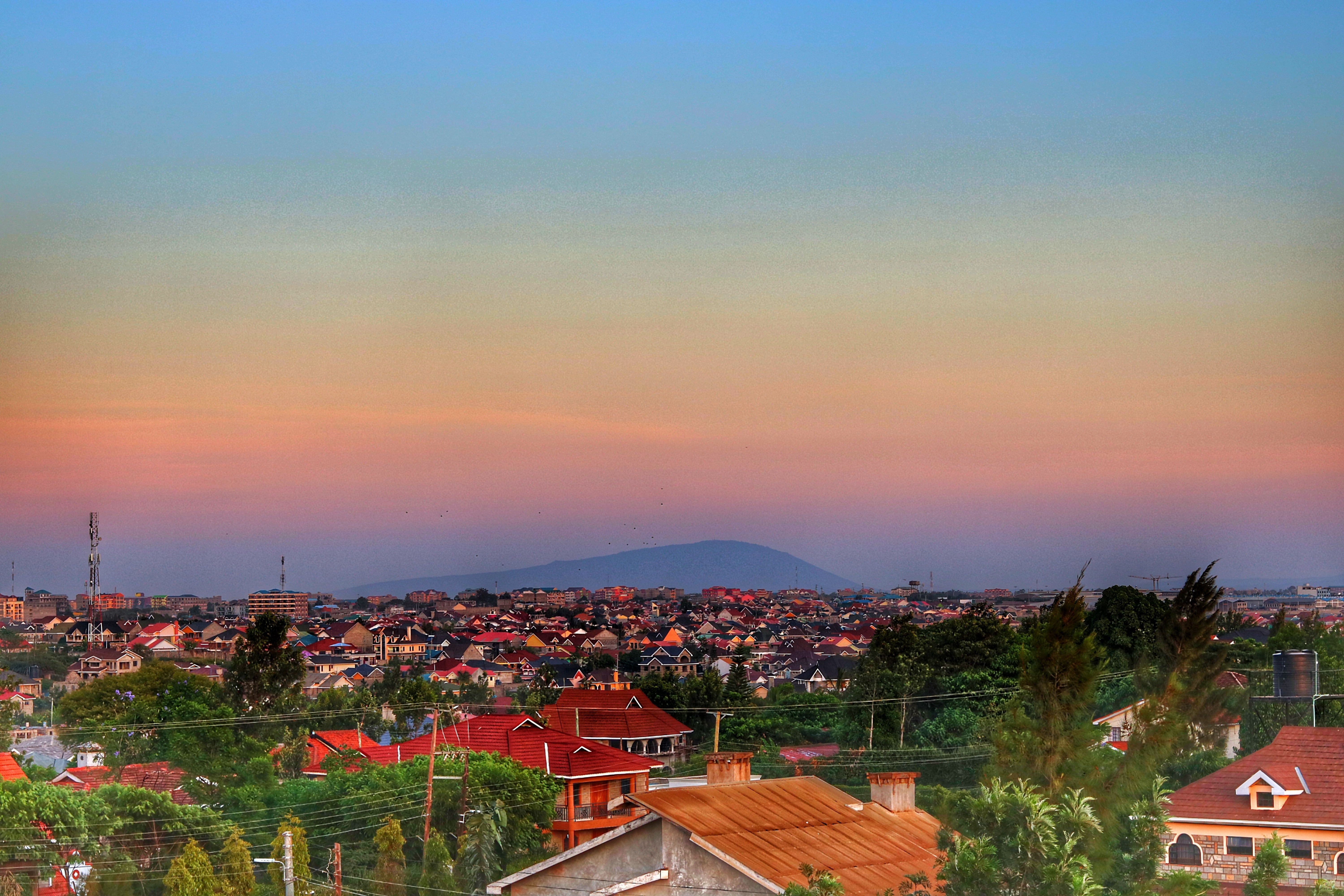
Гора Кіліманбого

Національний парк Ол-Доньо-Сабук в Кенії, площею 20 км². Парк названо на честь гори Ол-Доньо-Сабук. Парк засновано 1967 року.

## Етимологія
Гора Ол-Доньо-Сабук має висоту 2 145 м і була названа скотарями масаї, що означає велика гора. Кіліманго (інша назва гори) складається з двох частин: Кіліма, що означає пагорб або гора на суахілі, і бого, що означає буйвол багатьма мовами банту. Лісиста частина гори має велику популяцію буйволів. На суахілі буйвола називають Ньяті. Хоча назва «Ol Donyo Sabuk» на масаї означає «велика гора», багато авторів помилково вважали, що слово Sabuk означає «бізон», тоді як насправді масаї називають буйвола Olosowan.
Парк знаходиться за 65 км на північ від Найробі і має чудовий і чіткий вид на столицю Найробі та інші низинні райони. Близько 18 км на схід від міста Тіки, є перехрестя, що веде на південь, із позначками Кенійської служби охорони дикої природи. Звідси лише 2 км до знаменитих Чотирнадцяти водоспадів, які називають однією з найдивовижніших пам'яток Кенії. Біля річки знаходиться Педагогічний коледж Св. Джона Кіліманбого та лікарня Місії Непорочного Серця Марії. Місто Доньо-Сабук розташоване за кілометр (півмилі) від Чотирнадцяти Водоспадів, через річку Аті, з перехрестям, що веде до парку дикої природи, а інше — до великого будинку Доньо-Сабука.
Вниз під горою розташоване місто Доньо-Сабук, місто, яке зберегло багато речей, які лорд Макміллан заповів цій території. Тут вечірки тривають до глибокої ночі, і є кілька «хлопчачих гуртів», де все ще в моді коробкова гітара. Це музичне місто є батьківщиною покійного музиканта Камба Какая Кілонзо, покійного легендарного Сіла з Кілунди та все ще активного бойз-бенду Gä'thika.
Біля вершини знаходиться могила лорда Макміллана, його дружини та собаки.
Сільська місцевість — це переважно багатоетнічна громада фермерів. Частина вершина знаходиться в національному парку, а решта частково належить родині Кеніятта.

## Сер Вільям Нортрап Макміллан
Вільям Нортрап Макміллан був американським мультимільйонером і філантропом, який володів значними фермами в Британській Східній Африці. У 1905 році він придбав у 99-річну оренду фермою Juja, площею 32 квадратних кілометри. У 1905 році він побудував будинок Джуджа з п'ятьма спальнями. Також було побудовано бунгало менеджера з трьома спальнями, бунгало з двома спальнями під назвою «Lucie's Bolthole» і три інших бунгало, в яких розмістилися пошта і телеграф, а також кімнати для шоферів і садівників. Будинки були оснащені електрикою та водопроводом, а також каналізаційною системою. Пізніше ферма Джуджа стане популярним місцем для зйомок кіно.

## Фауна
Види дикої природи, які можна помітити тут, включають буйволів, кустарникових свиней, галаго, мавп сакі, чорно-білих колобусів, павіанів, ⁣ бушбаків, імпал, дуїкерів, дікдіків Кірка, редунг та звичайних кобів, а також, пітонів, дикобразів, трубкозубів, скалястих даманів і 45 видів птахів. Сьогодні близько 250 буйволів бродять по схилах парку.
Національний парк Ол-Доньо-Сабук особливо привабливий для туристів або сімей, які бажають трохи свободи та фізичної активності. він чудово підходить для одноденної подорожі зі столиці Кенії. Привабливість парку полягає в його красі та краєвидах як на гору Кенія, так і на гору Кіліманджаро.

## Чотирнадцять водоспадів

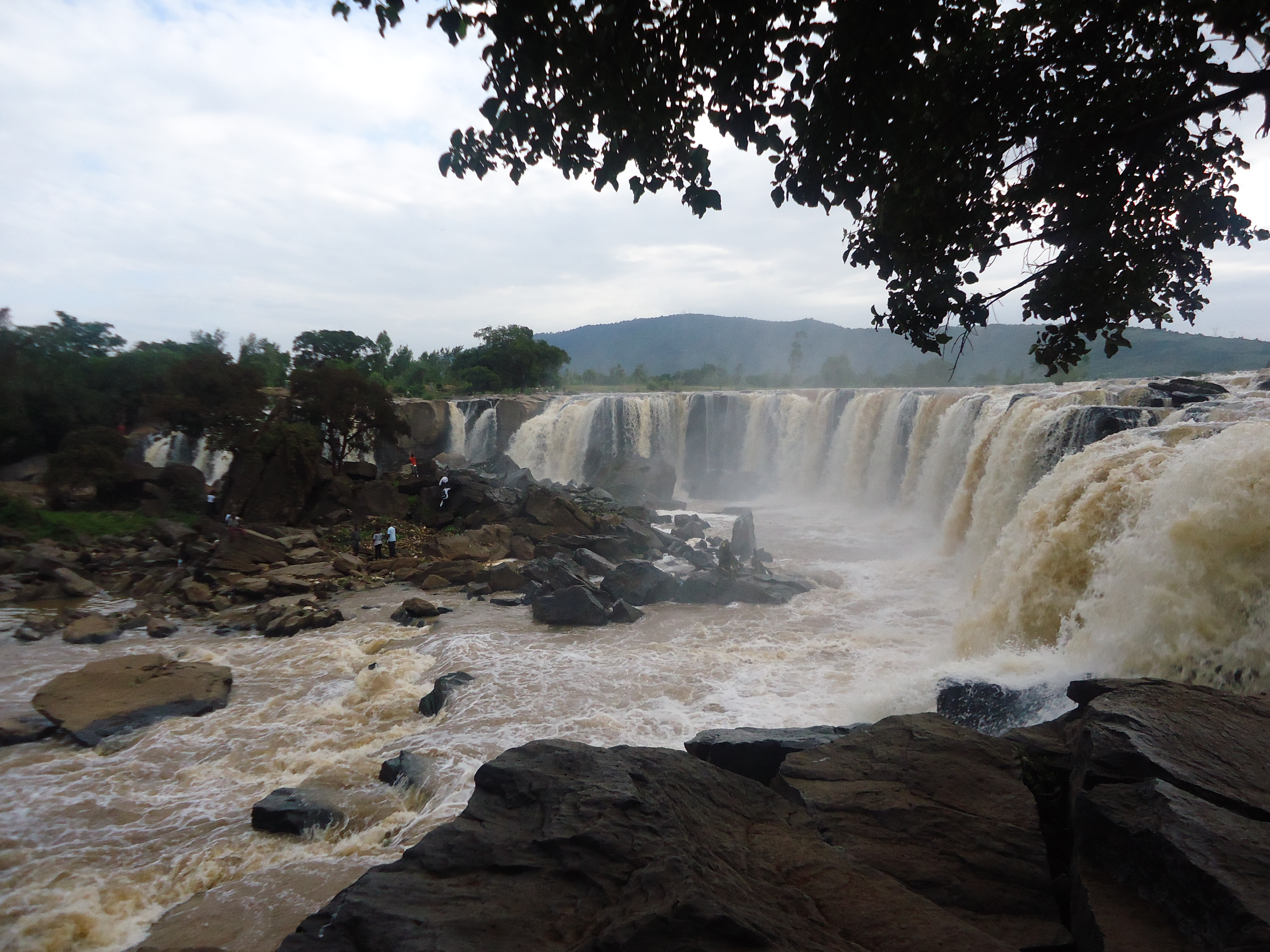
Чотирнадцять водоспадів

Територія Чотирнадцяти водоспадів охороняється і обладнана місцем для пікніка. Водоспад має історичне та релігійне значення як для жителів, так і для азійських іммігрантів. Індуси використовують це місце для відпочинку та духовних обрядів, викидаючи кремований попіл у річку, вірячи, що він потрапить до Індії через Індійський океан. Чотирнадцять водоспадів розташовані зовсім небагато від міста Тіка. Географічно водоспад розташований на висоті приблизно 1400 м над рівнем моря.